# مسجد باب‌الحوائج
مسجد باب‌الحوائج مربوط به دوره قاجار است و در شهرستان ملایر، بخش جوکار، دهستان جوکار، روستای ننج واقع شده و این اثر در تاریخ ۱۸ اسفند ۱۳۸۷ با شمارهٔ ثبت ۲۵۱۶۷ به‌عنوان یکی از آثار ملی ایران به ثبت رسیده است.